# Hugo Vandamme
Hugo baron Vandamme (Diksmuide, 28 november 1945) is een Belgisch bedrijfsleider. Hij was lange tijd CEO van technologiebedrijf Barco.

## Levensloop

### Barco en eerbetoon
Hugo Vandamme studeerde af als burgerlijk ingenieur en ging in 1974 aan de slag bij technologiebedrijf Barco, dat op dat moment echter een moeilijke periode kende. Begin jaren 1980 zorgde een investering van de Gimv voor een keerpunt en Vandamme kwam aan het hoofd van Barco. De volgende jaren bouwde hij het bedrijf internationaal uit. Barco werd in 1987 op de Brusselse beurs gebracht en in 1988 kreeg het internationale erkenning met een Technology & Engineering Emmy Award. Vandamme werd in 1989 door het tijdschrift Trends tot Manager van het Jaar 1988 verkozen. In 1996 werd hij met de INSEAD Innovator Prize bekroond. Voor zijn verdiensten kreeg hij in 1999 de titel van baron. Vandamme bleef CEO tot 2002, wanneer Martin De Prycker hem opvolgde. Hij bleef nog bij Barco tot 2005.

### Overige mandaten
Vandamme zetelde nog in diverse andere bestuursraden. Zo werd hij in 2002 voorzitter van de raad van bestuur van mediabedrijf Roularta Media Group, wat hij bleef tot december 2015, wanneer Rik De Nolf hem opvolgde. Eind 2002 werd Vandamme ook voorzitter van de raad van bestuur van bioscoopketen Kinepolis, een functie die hij uitoefende tot mei 2008. Hij bleef er nog bestuurder tot mei 2009. Hij was ook voorzitter van televisiedienstenbedrijf Alfacam (2007-2013) en vicevoorzitter van textielmachineproducent Picanol (2005-2017). Verder was Vandamme bestuurder van bouwgroep Van de Walle (2013), Sara Lee International, het Zeebrugse Havenbestuur (MBZ), de sectorale werkgeversorganisatie Agoria, de Belgische Vereniging van Beursgenoteerde Bedrijven, de Belgo-Indische Kamer van Koophandel & Industrie, het Prins Albertfonds, voetbalclub Club Brugge, de Brugse ondernemersclub De Hanze en lid van de Commissie Corporate Governance.
Vandamme kreeg interesse in klassieke muziek en werd uiteindelijk gevraagd als bestuurder van cultuurhuizen. In 1997 werd hij bestuurder van het Vlaams Radio Orkest (later Brussels Philharmonic) - Vlaams Radio Koor (VRO-VRK), waar hij van 1998 tot 2021 voorzitter was. In 2007 werd hij voorzitter van het Concertgebouw in Brugge als opvolger van Bert De Graeve. Hij was ook bestuurder van de Koningin Elisabethwedstrijd en het museum Historium.